# Pterartoriola
Pterartoriola là một chi nhện trong họ Lycosidae.